# Damba Badmajewitsch Ajuschejew

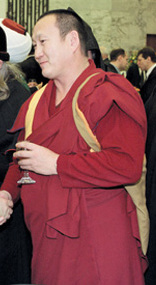
Damba Badmajewitsch Ajuschejew (2000)

Pandito Hambo-Lama  Damba Badmajewitsch Ajuschejew  (russisch Дамба Бадмаевич Аюшеев, eigentlich Wassili Borissowitsch Ajuschejew, Василий Борисович Аюшеев; * 1. September 1962 im Rajon Krasnokamensk der Region Transbaikalien, Oblast Tschita), ist das Oberhaupt der Buddhistischen Traditionellen Sangha Russlands, die erst auf seine Initiative hin seit 1997 so bezeichnet wird. Es ist der XXIV. Pandita Hambo Lama, zu dem er 1995 gewählt wurde. Sein Sitz ist das Kloster Iwolginski Dazan, ca. 35 Kilometer von Ulan-Ude entfernt – der Hauptstadt der russischen Teilrepublik Burjatien im südöstlichen Sibirien – ein buddhistisches Kloster der Gelug-Tradition des tibetisch-mongolischen Vajrayana-Buddhismus. Seine Inthronisation fand am 28. April 1995 statt. Sein Vorgänger war Tschoi Dorschi Budajew (Чой Доржи Будаев / Čoj Dorži Budaev).
Nach einem Pädagogikstudium arbeitete er zunächst als Lehrer, später absolvierte er ein Studium an der Buddhistischen Universität Dsanabadsar in Ulan Bator (Mongolei) und graduierte über tibetische Medizin. Anschließend war er als Lama im Dazan (Klosterschule) Baldan Breybun in der Gemeinde Murochi im Rajon Kjachta, bis zu seiner Benennung als Khambo Lama.

## Ansichten
Ajuschejew wird als Freund des russischen Präsidenten Wladimir Putin bezeichnet. Er unterstützte die vollumfängliche Invasion der Ukraine durch russische Truppen ab Februar 2022. Später sagte er, die russischen Buddhisten kämpften in der Ukraine um das Wohl der russischen und slawischen Welt, um ihre mongolische Welt zu verteidigen.
Ajuschejew betrachtet den Buddhismus in Burjatien als eine eigenständige Form des Buddhismus, die eine Zwischenstellung zwischen dem Buddhismus in Europa und Asien darstelle. Der Buddhismus in Burjatien sei zudem historisch und aktuell autokephal, wohingegen viele Buddhisten in Burjatien die Zugehörigkeit des Buddhismus in der Region zum Buddhismus in Tibet betonen.

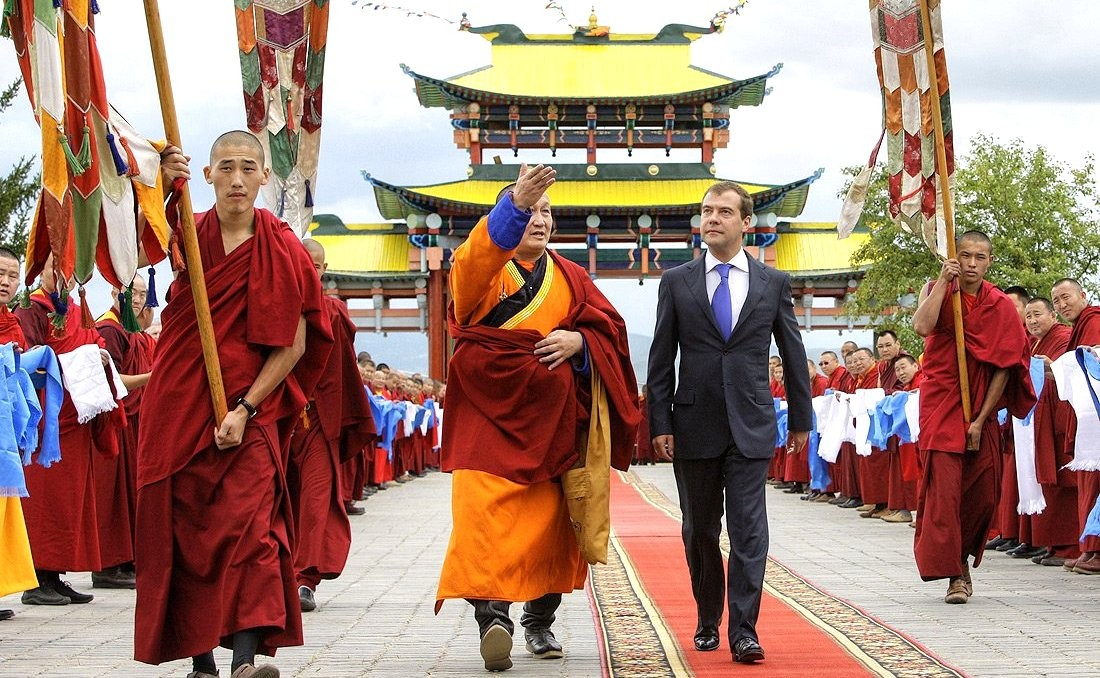
Mit Dmitri Medwedew im August 2009, Kloster Iwolginski Dazan. Bei diesem Besuch anerkannte Ajuschejew den russischen Präsidenten als eine Reinkarnation der tibetisch-buddhistischen Gottheit Weiße Tara.

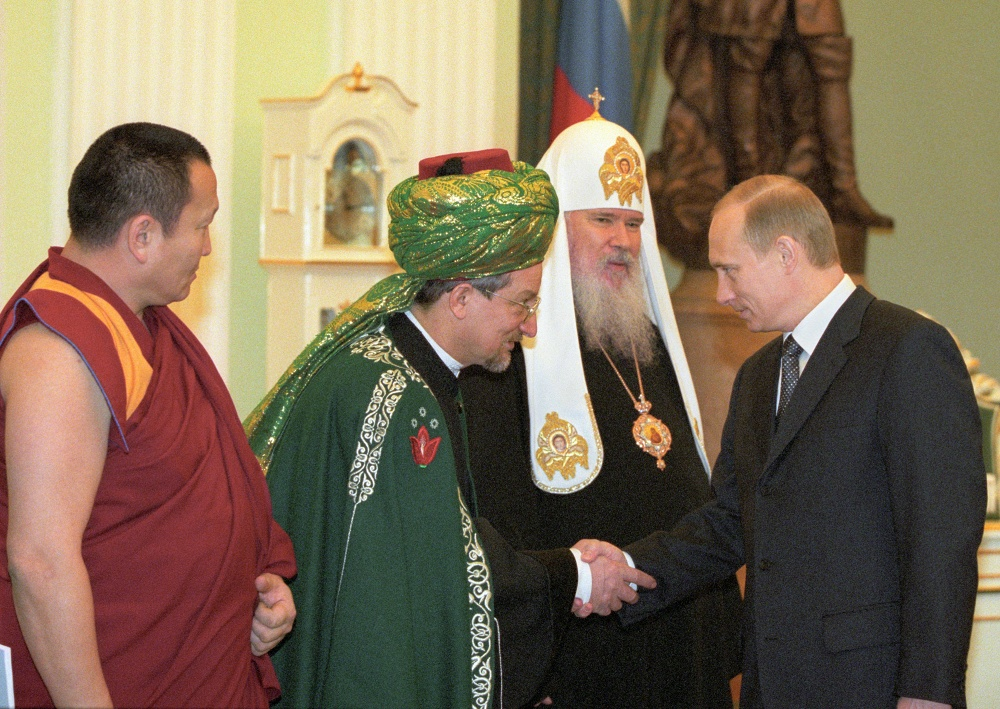
Damba Ajuschejew mit Talgat Tadschuddin, Alexius II. und Wladimir Putin